# Topaz
Ne doit pas être confondu avec Topaze ou Topaza.
Topaz est un roman d'espionnage de Leon Uris, publié en 1967 aux éditions McGraw-Hill.
Le roman fut un des rares romans d'espionnage qui furent en première position des meilleurs romans de la New York Times Best Seller list en 1967.

## Résumé
Avant la crise des missiles de Cuba, les agents de la CIA des États-Unis et du SDECE de la France sont plongés dans les relents de la Guerre froide.
En 1962, le chef des services secrets français dans les Amériques, André Devereaux, et le chef des renseignements de l'OTAN, Michael Nordstrom, ont découvert les plans de l'Union soviétique visant à installer des armes nucléaires à Cuba. Cependant, lorsque Devereaux fait remonter l'information, il est la cible d'une tentative d'assassinat. Il comprend donc qu'il est pris dans un complot qui le dépasse.
Les deux hommes, avec l'aide de cubains anti-castristes et d'un transfuge soviétique, mènent leur enquête autour du monde.

## Adaptation cinématographique
En 1969, Alfred Hitchcock réalisa le film L'Étau, une adaptation de ce roman.
Le film fut un échec commercial, mais certains critiques l'apprécièrent.